# Englmannszell
Englmannszell ist ein Weiler in der oberbayerischen Marktgemeinde Hohenwart, Landkreis Pfaffenhofen an der Ilm. Die Endung -zell deutet auf eine Klostergründung hin.

## Gemeinde
Der Weiler gehörte zur Gemeinde Weichenried im Landkreis Schrobenhausen. Am 1. Januar 1972 erfolgte die Eingliederung nach Hohenwart, am 1. Juli 1972 mit der Auflösung des Landkreises Schrobenhausen die Umgliederung in den Landkreis Pfaffenhofen an der Ilm.

## Sehenswürdigkeiten
Die Filialkirche St. Johannes Baptist besitzt einen Chor aus dem 15. Jahrhundert, dem im 18. Jahrhundert ein erweitertes Langhaus hinzugefügt wurde.
Die Größe des Kirchengebäudes geht weit über den Bedarf eines kleinen Weilers hinaus, vermutlich hatte Englmannszell in früherer Zeit eine größere Bedeutung.